# محمد عامر الحيزم
محمد عامر الحيزم، من مواليد 20 يناير 1972 في المنستير، هو لاعب كرة قدم تونسي سابق ومدرب. وهو مساعد المدرب لمنتخب التونسي خلال كأس الأمم الأفريقية 2010 الذي أقيمت في أنغولا.

## المسيرة
قضى كامل مسيرته في كرة القدم في الاتحاد الرياضي المنستيري، قبل اختيار مهنة التدريب. تخرج كمدرب من المستوى الثالث في المعهد العالي للرياضة والتربية البدنية في قصر سعيد خلال موسم 1991-1994، وحصل على المركز الثالث. بدأ مسيرته التدريبية في السهم الرياضي بقصر قفصة في 1997-1998. في الفترة 1999-2000، عاد إلى الاتحاد الرياضي المنستيري، كمدرب مساعد. هذا سمح له في النهاية بالتوجه إلى الإمارات العربية المتحدة كمدرب مساعد صحبة فوزي البنزرتي في نادي الشارقة في 2001-2002. في 2004-2005، درب مع نادي الإمارات. بعد استقالة الأخير، تولى تدريب الفريق الوحيد ونجح خلال هذه الفترة للحفاظ على النادي في دوري الدرجة الأولى. عاد إلى تونس خلال موسم 2005-2006 لتدريب فريق مكارم المهدية في  الرابطة المحترفة الثانية. أنهى النادي البطولة في المركز الثالث.
من 2007 إلى 2009، اتخذ مسيرته منعطفًا آخر حيث أصبح مساعدًا في منتخب ليبيا. صاحب الميدالية الفضية في دورة الألعاب العربية التي نظمت في مصر عام 2007، كما شارك في بطولة أمم أفريقيا للمحليين التي نظمت في ساحل العاج في عام 2009.
تجربته الدولية تفتح أبوابه خلال موسم 2009-2010 للنادي الليبي الثالث، المدينة طرابلس، الوحيد الذي لم ينزل إلى دوري الدرجة الثانية. في ديسمبر 2009، دعا الواجب الوطني إلى دمج الكادر الفني الجديد للمنتخب التونسي بعد إقالة هامبرتو كويلو. يصبح المساعد الثاني لفوزي البنزرتي. في أكتوبر 2014، تولى زمام الأمور في ناديه المحلي، الاتحاد الرياضي المنستيري، كمدرب رئيسي. تم إعفائه من مهامه في ديسمبر من نفس العام.

## البطولات
- دورة الألعاب العربية 2007
  - المركز الثاني

## المسيرة التدريبية
| الموسم         | النادي                    | البلد                    |
| -------------- | ------------------------- | ------------------------ |
| 1997-1998      | السهم الرياضي بقصر قفصة   | تونس                     |
| 1999-2000      | الاتحاد الرياضي المنستيري | تونس                     |
| 2000-2001      | نادي الشارقة              | الإمارات العربية المتحدة |
| 2003-2004      | الاتحاد الرياضي المنستيري | تونس                     |
| 2004-2005      | نادي الإمارات             | الإمارات العربية المتحدة |
| 2005-2006      | مكارم المهدية             | تونس                     |
| 2007-2009      | منتخب ليبيا               | ليبيا                    |
| 2009-2010      | نادي المدينة              | ليبيا                    |
| 2010           | منتخب تونس                | تونس                     |
| 2011-2012      | الاتحاد الرياضي المنستيري | تونس                     |
| 2012-2013      | نادي الشارقة              | الإمارات العربية المتحدة |
| 2013-2014      | المستقبل الرياضي بالقصرين | تونس                     |
| oct.-déc. 2014 | الاتحاد الرياضي المنستيري | تونس                     |
| 2016-2017      | النادي الرياضي القربي     | تونس                     |
| 2017           | المستقبل الرياضي بالقصرين | تونس                     |
| 2017-          | النادي الرياضي الهلالي    | تونس                     |